# Daniel Pearl
Cet article concerne le journaliste. Pour le cinéaste, voir Daniel Pearl (directeur de la photographie).
Pour les articles homonymes, voir Pearl.
Daniel Pearl, né le 10 octobre 1963 à Princeton dans le New Jersey et mort le 1er février 2002 à Karachi, est un journaliste américain pris en otage et assassiné par des membres d'Al-Qaïda.
Au moment de son enlèvement, Pearl travaille pour le Wall Street Journal en tant que responsable du bureau de l’Asie du Sud basé à Bombay en Inde. Il est allé au Pakistan pour enquêter sur les liens supposés entre Richard Reid (surnommé le « shoe bomber ») et Al-Qaïda. Il est décapité par ses ravisseurs, après des demandes successives d'argent d'Al-Qaïda au gouvernement américain.
En juillet 2002, Ahmed Omar Saïd Cheikh, un Anglais d’origine pakistanaise, est condamné à mort pour l’enlèvement et l'assassinat de Pearl,. Le 2 avril 2020, la Haute Cour de la province de Sindh ramène sa condamnation à sept ans de prison et donc ordonne de le libérer ainsi que trois de ses complices. Dès le lendemain, le gouvernement pakistanais annonce son intention de faire appel de cette décision et les quatre sont à nouveau arrêtés.
En mars 2007, lors d’une audience militaire à huis clos au centre de détention de Guantanamo Bay à Cuba, Khalid Cheikh Mohammed déclare qu’il a lui-même décapité Daniel Pearl mais cela n'est pas confirmé.

## Biographie
Pearl est né à Princeton dans le New Jersey et a grandi à Encino, dans le sud de la Californie. Son père, Judea Pearl, est professeur à l’université de Californie à Los Angeles (UCLA). Daniel obtient une licence en communication de l’université Stanford en 1985. Après avoir travaillé pour divers journaux, il entre en 1990 au The Wall Street Journal et y travaille jusqu’à sa mort. Il devient correspondant à l’étranger en 1996, rencontre sa femme Mariane van Neyenhoff à Paris en 1998, avec laquelle il a un fils né quatre mois après sa mort. Il est le chef du bureau pour l’Asie du Sud, basé à Mumbai en Inde lorsqu’il est enlevé.
Son enquête la plus notable couvre la guerre ethnique dans les Balkans, où il découvre que les accusations de génocide présumé commis au Kosovo ne sont pas fondées.

## Assassinat
Il se rend le 16 janvier 2002 au Pakistan pour mener une enquête sur Richard Reid, pour un séjour qui ne doit pas durer une semaine. Ce dernier a été arrêté puis condamné, pour avoir voulu faire sauter un avion avec une bombe dissimulée dans ses chaussures.
Le 23 janvier 2002, alors qu’il doit interviewer le cheikh Mubarak Ali Gilani (en), un chef terroriste d'une secte islamique avec laquelle Reid était en relation, Pearl est enlevé près de l'hôtel Métropole, à Karachi, par des activistes du Mouvement national pour la restauration de la souveraineté pakistanaise, dirigé par le djihadiste Omar Sheikh. Ce groupe, qui entretient des contacts à la fois avec Al-Qaïda et avec l’ISI, prétend que Pearl est un espion et présente aux États-Unis plusieurs demandes dont la libération de plusieurs détenus pakistanais (emprisonnés dans le cadre de la Guerre contre le terrorisme), une rançon et la reprise de la vente de F-16 au gouvernement pakistanais.
Six jours plus tard, Pearl est égorgé puis décapité. Sur la vidéo de sa mort filmée par les ravisseurs et partiellement diffusée par CBS, on entend Daniel Pearl déclarer : « Mon père est juif. Ma mère est juive. Je suis juif. »
Son corps est retrouvé le 16 mai 2002 dans les environs de Karachi.

## Suites judiciaires
Le 21 mars 2002, Ahmed Omar Saeed Sheikh et trois autres suspects sont mis en examen pour meurtre dans l'affaire du kidnapping et du meurtre. Sheikh est condamné à mort le 15 juillet 2002, trois autres inculpés sont emprisonnés. Le 2 avril 2020, Sheikh est absous de sa condamnation pour meurtre et la sentence est réduite à 7 ans de prison (déjà effectués),. Les trois autres condamnés devraient aussi être libérés. Toutefois, à la suite de l'appel par le gouvernement pakistanais, les quatre hommes sont maintenus en prison.
Le 25 décembre 2020, un tribunal pakistanais ordonne la libération immédiate des quatre hommes accusés d'avoir orchestré l'enlèvement et le meurtre du journaliste américain Daniel Pearl en 2002, dont le principal suspect Ahmed Omar Saeed Sheikh, condamné à mort en première instance et dont la peine avait été commuée en avril 2020. Le gouvernement pakistanais et les parents de Daniel Pearl font appel. Le 28 janvier 2021, la Cour suprême confirme l'acquittement des personnes accusées et ordonne leur libération. Toutefois, le 2 février 2021, la Cour suprême demande qu'Omar Sheikh soit placé en résidence surveillée 24 heures sur 24 dans un logement gouvernemental (rest house) qu'il ne sera pas autorisé à quitter mais où il pourra recevoir son épouse et ses enfants,. Omar Sheikh est transféré en avril 2021 de Karachi à une rest-house située dans une prison de Lahore, où il restera au moins jusqu'au procès en appel.

### Le Pearl Project
De 2007 à 2011, Asra Nomani fonde et codirige avec Barbara Feinman Todd le Pearl Project, séminaire à destination des étudiants de la Georgetown University School of Continuing Studies (en) et la Walsh School of Foreign Service (en) de l'université de Georgetown, ayant pour thème l'enlèvement et le meurtre par décapitation de son ami Daniel Pearl par des islamistes pakistanais, alors qu'il était envoyé par le Wall Street Journal, en 2002, et de façon plus générale, le cas de personnes décédées sur le front du journalisme, les relations entre le monde musulman et la presse. Les différents travaux ont abouti à un rapport remis au Center for Public Integrity en 2011, qui a donné la création du prix Daniel Pearl,,,,,,,,,.

## Hommages, postérité
- Son nom est gravé sur la stèle de l'année 2002 du mémorial des reporters de Bayeux.

### Cinéma
- Un cœur invaincu (A Mighty Heart) réalisé par Michael Winterbottom et produit par Brad Pitt, avec Angelina Jolie dans le rôle de Mariane Pearl.

### Musique
Plusieurs œuvres musicales rendent hommage à Daniel Pearl :
- Steve Reich, le compositeur américain de musique minimaliste a composé en 2006 une œuvre intitulée Daniel Variations.
- Charles Aznavour rend hommage au journaliste dans sa chanson Un mort vivant (délit d’opinion)
- Le compositeur américain Jonathan Berger a composé Eli Eli (in memory of Daniel Pearl) ; cette œuvre a été interprétée pour la première fois en 2002, à Stanford, lors du tout premier concert des Daniel Pearl Music Days.